# VNIR

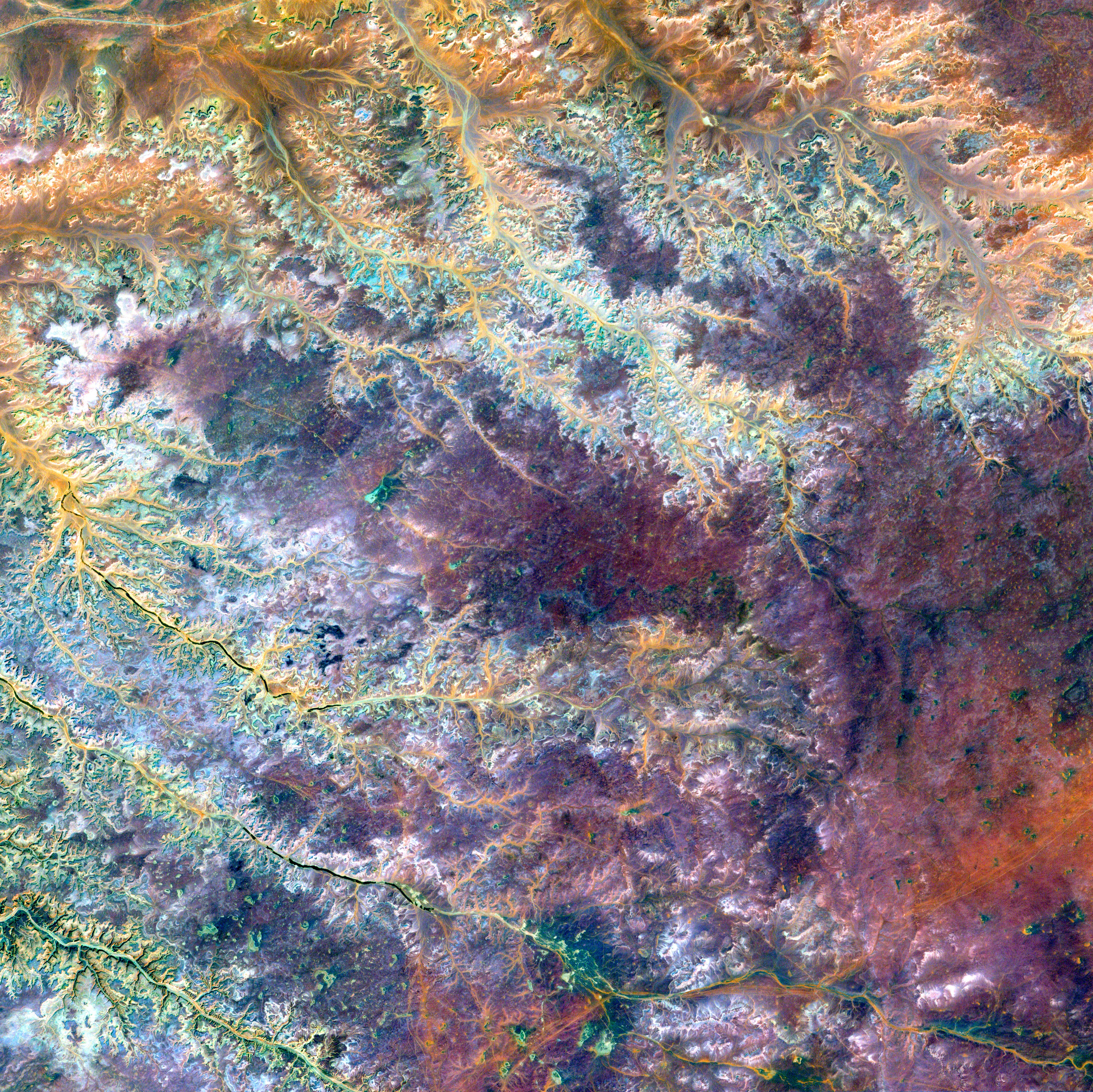
Una imagen VNIR del río Ghadamis en Libia. Esta es una imagen compuesta en falso color realizada utilizando longitudes de onda en el infrarrojo cercano, verde y azul.

La porción visible e infrarroja cercana (VNIR por sus siglas en inglés) es la porción visible e infrarroja cercana del espectro electromagnético. Tiene longitudes de onda comprendidas entre aproximadamente 400 y 1100 nanómetros. 
Esta región combina el espectro visible completo con una porción adyacente del espectro infrarrojo, que se extiende hasta la banda de absorción del agua, ubicada entre 1400 y 1500 nm. 
Algunas definiciones también incluyen la banda infrarroja de longitud de onda corta, que abarca desde los 1400 nm hasta la banda de absorción del agua en los 2500 nm.

## Aplicaciones
Las cámaras de imágenes multiespectrales VNIR tienen amplias aplicaciones en la teledetección y en la espectroscopia de imágenes.
El satélite de imágenes hiperespectrales transportó dos cargas útiles, una de las cuales operaba en el rango espectral VNIR.